# أنغولا في الألعاب الأولمبية
أنغولا في الألعاب الأولمبية الألعاب الأولمبية هي من أهم الأحداث الرياضية في أنغولا، تقوم اللجنة الأولمبية الأنغولية بالإشراف في شؤون مشاركة أنغولا في الألعاب الأولمبية، شاركت أنغولا أول مرة في الألعاب الأولمبية في دورة 1980 في موسكو في الاتحاد السوفيتي، لم تفز أنغولا حتى الآن بأي ميدالية أولمبية.